# Jämthund
Der Jämthund ist eine von der FCI anerkannte schwedische Hunderasse (FCI-Gruppe 5, Sektion 2, Standard Nr. 42).
Dieser Hund, der zu den nordischen Hunden zählt, wird 57–65 cm groß und 29,5–30,5 kg schwer. Das Haar ist ziemlich eng anliegend, hell bis dunkelgrau. Der Jämthund stammt aus der historischen schwedischen Provinz Jämtland und wird hauptsächlich zur Jagd auf den Elch verwendet, in der Vergangenheit auch auf Bären und den Luchs. Hervorstechende Merkmale sind seine Kraft und Ausdauer.

## Situation der Rasse
Von den häufigen Wolfsangriffen auf Jagdhunde in Schweden sind unter anderem die Jämthunde betroffen.